# Ямагата (Нагано)
Ямагата (яп. 山形村 Ямагата-мура) — село в Японии, находящееся в уезде Хигаситикума префектуры Нагано. Площадь села составляет 24,94 км², население — 8399 человек (1 августа 2014), плотность населения — 336,77 чел./км².

## Географическое положение
Село расположено на острове Хонсю в префектуре Нагано региона Тюбу. С ним граничат город Мацумото и село Асахи.

## Население
Население села составляет 8399 человек (1 августа 2014), а плотность — 336,77 чел./км². Изменение численности населения с 1980 по 2005 годы:
| 1980 | 5578 чел. |  |
| 1985 | 6230 чел. |  |
| 1990 | 6513 чел. |  |
| 1995 | 7208 чел. |  |
| 2000 | 7706 чел. |  |
| 2005 | 8195 чел. |  |

## Символика
Деревом села считается тис остроконечный, цветком — цветок сакуры.